# Esistenzialismo ateo
Con l'espressione esistenzialismo ateo si indica un indirizzo esistenzialistico filosofico che esclude elementi trascendentali, metafisici o religiosi dal suo orizzonte, e ciò per quanto esso condivida con l'esistenzialismo religioso (tipico in Kierkegaard), l'elemento di angoscia e scacco per la finitudine umana e per i suoi limiti.
Caratteristica è in esso l'assenza di qualsiasi referente trascendente l'esistenza stessa. L'esistenzialismo ateo è quindi un indirizzo filosofico autonomo, tanto lontano dall'esistenzialismo religioso  oppure da quello neo-metafisico (Heidegger) quanto vicino all'ateismo filosofico.

## Storia

### Antichità
Da un punto di vista storico l'origine di un esistenzialismo ateo può essere colta già nella poesia di Lucrezio, che in numerosi  passi  del De rerum natura evoca problemi e stati d'animo tipici dell'esistenzialismo moderno. Si legge nel Libro III: 

Nel Libro IV i passaggi esistenzialistici sono parecchi, ad esempio il seguente: 

Ancora nel Libro V: 

### Mondo moderno
Un atteggiamento di esistenzialismo ateo molto netto può essere colto, nel XIX secolo, in Giacomo Leopardi in numerosi passaggi dei suoi Canti. Il grande poeta di Recanati ha dichiarato in più occasioni il suo ateismo e nello stesso tempo ha tradotto in poesia le angosce di un'umanità vinta antropologicamente e filosoficamente fuori del tempo. Appare anche indubitabile che Leopardi abbia ripreso l'atteggiamento e gli stati d'animo che già erano stati di Lucrezio, alcuni temi, come il considerare una disgrazia l'esser venuti al mondo erano già del poeta latino.
Il tardo XIX secolo ha in Nietzsche un pensatore molto particolare e sfuggente alle categorizzazioni, ma comunque inscrivibile per alcuni aspetti nell'esistenzialismo ateo.

### XX e XXI secolo
Nel XX secolo l'esistenzialismo ateo può essere riferito a Jean-Paul Sartre e ad Albert Camus, posto dal primo in modo più specificamente filosofico e dal secondo in modo più letterario. Da parte di Sartre l'esistenzialismo ateo nasce attraverso un capovolgimento di quello di Heidegger, che è spiritualistico, in direzione prima umanistica (L'esistenzialismo è un umanismo) (1946) e successivamente  materialistica (Critica della ragione dialettica). 
Per quanto riguarda Camus il suo saggio più esistenzialistico può essere considerato Il mito di Sisifo, ma anche La morte felice, che lo precede, contiene numerosi aspetti esistenzialistici ed atei.
È specialmente Jean-Paul Sartre (1905-1980) a rappresentare l'ateismo nell'esistenzialismo, ma esso va visto in relazione non secondaria col marxismo.
A parte L'essere e il nulla (1943) Sartre manifesta la sua filosofia spesso più nella drammaturgia che nell'opera filosofica in senso stretto. Il pensiero sartriano tuttavia è fondamentalmente espresso in L'essere e il nulla. Il tema principale posto in essa è la fondamentale libertà di realizzarsi di ogni uomo come uomo-dio e l'ineludibilità di rimanere sempre un dio-fallito. Ciò che evidenzia il fallimento è l'angoscia che attanaglia l'uomo nel vivere il suo esistere come una libertà fasulla, basata sul nulla: 

Differenziato rispetto a Sartre, almeno dal 1950, l'esistenzialismo ateo di Albert Camus che alla fine del saggio Il mito di Sisifo precisa la sua negazione del divino, soppiantato dalla natura, o meglio dal rapporto uomo-natura: 

Per un uomo che non sa che farsene di Dio perché ha solo se stesso su cui contare per dare senso all'esistere, Camus rifiuta però il nichilismo rinunciatario per la lotta umana al non-senso. Bisogna ribellarsi al non-senso in nome della solarità e della "misura", le caratteristiche migliori dei popoli mediterranei pre-cristiani. Si legge nel quinto capitolo de L'uomo in rivolta (sottotitolo: Il pensiero meridiano): 